# Hyloxalus edwardsi
La rana saltona de Edwards (Hyloxalus edwardsi) es una especie de la familia Dendrobatidae, endémica de la Cordillera Oriental de los Andes de Colombia, entre los 3.000 y 3300 m s. n. m.

## Descripción
La longitud total rostro cloacal es de 2,7 a 2,8 cm para los machos adultos y de 3,1 a 3,7 cm para las hembras adultas. La coloración del dorso es marrón con manchas oscuras verdosas, pardas, y negruzcas; el vientre es marrón uniforme con pecas blancas. Presenta envoltura cloacal y orificio ampliado, pero la quilla tarsal está ausente. Tiene el tímpano poco prominente y pequeño. Presenta una membrana interdigital pedial basal.

## Hábitat y comportamiento
Especie semiacuática diurna. Vive en arroyos del páramo, dentro de cuevas y grietas. Se le localiza al interior de grietas en rocas a nivel del suelo o nadando en quebradas torrentosas. Después de la postura de los huevos, uno de los padres, generalmente el macho, transporta las larvas sobre el dorso hasta pozos en las quebradas donde ha- bita, los ejemplares juveniles son localizados debajo de las rocas en sitios oscuros. El desarrollo de las larvas y los renacuajos tiene lugar en los arroyos. Está amenazada por pérdida de hábitat.